# UNSPSC
UNSPSC(United Nations Standard Products and Services Code)는 전자상거래에서 사용할 목적으로 만들어진 물품과 서비스를 포괄하는 상품분류 체계이다. 4단계의 계층으로 나뉘어 8자리 숫자로 표현하며, 추가적(선택적)으로 두자리 숫자를 더 사용하여 최대 5단계까지 표현할 수 있다.
우리나라에서는 조달 업무를 전자화하기 위해 국가종합전자조달시스템(나라장터) 구축 사업을 진행하면서 UNSPSC를 표준으로 하는 상품분류 체계를 도입하였으며, 2002년부터 정부의 상품정보를 검색·조회할 수 있는 상품정보시스템 서비스를 제공하고 있다.

## 구성
코드는 세그먼트(Segment), 패밀리(Family), 클래스(Class) 그리고 코모디티(Commodity) 총 네 개 단계로  나뉜다.
각 단계는 두자리 숫자로 표현되며 '00'은 각 단계의 고유한 8자리 숫자를 주기 위해 사용된다.
| 단계      | 코드     | 설명                     |
| --------- | -------- | ------------------------ |
| Segment   | 10000000 | 산동식물및동식물성생산품 |
| Family    | 100000   | 산동물                   |
| Class     | 10101500 | 가축류                   |
| Commodity | 10101501 | 고양이                   |

'고양이'는 10101501로 표현하고, '개'는 10101502 그리고 '소'는 10101516으로 표현한다. '가축'이라는 클래스는 10101500이다. '산동물'이라는 패밀리는 10100000, 그리고 이것들의 최상위에 있는 세그먼트 '산동식물및동식물성생산품'은 10000000이다.
다섯 번째 단계는 비즈니스 목적으로 사용할 수 있으며, 예를 들어 도매·소매 또는 임대 등이 있다.